# Storie maledette
Storie Maledette è stato un programma televisivo italiano di genere documentaristico, criminologico e investigativo, andato in onda dal 1994 al 2020. L'ideatrice e la conduttrice del programma è Franca Leosini.

## Il programma
Lo scopo della trasmissione, inserita nel palinsesto di Rai 3, è quello di raccontare storie di personaggi della vita comune diventati noti per avvenimenti di cronaca nera e, quindi, di casi giudiziari. Gli intervistati sono tutti condannati al carcere, da dove viene registrata la puntata, che ha lo scopo di ricostruire le vicende, l'analisi dei moventi, e il successivo iter processuale. Il programma narra questi eventi eccezionali come metafore dell'inquietudine della società italiana contemporanea, dal punto di vista dei colpevoli e degli innocenti. Leosini ha soggiunto: «i miei interlocutori non sono mai professionisti del crimine, ma persone come me che a un certo punto della loro vita cadono nel vuoto di una maledetta storia»; «ho incontrato un'Italia in cui il delitto attraversa trasversalmente tutti gli strati sociali e racchiude in un certo senso la storia del Paese. Da Patrizia Reggiani e dal delitto Gucci, alla storia arcaica di Stefania Delli Quadri, la piccola martire del casolare, una sorta di Maria Goretti di San Severo di Puglia uccisa non per sadico gusto ma perché un lontano cugino, Leonardo Racano, era convinto di poterla tenere per sempre legata a sé dopo averla sequestrata, si stringono nel crimine anche mondi distantissimi tra loro». Il linguaggio di Leosini adotta normalmente anacronismi dialettici, sposando un italiano ricercato, aulico, che sguazza tra iperboli e metafore letterarie.

## Edizioni
| Edizione | Inizio            | Fine             | Puntate | Conduttrice    | Regia                                 | Programmazione     | Programmazione | Media ascolti | Media share |
| Edizione | Inizio            | Fine             | Puntate | Conduttrice    | Regia                                 | Giorno             | Orario         | Media ascolti | Media share |
| -------- | ----------------- | ---------------- | ------- | -------------- | ------------------------------------- | ------------------ | -------------- | ------------- | ----------- |
| 1        | 18 settembre 1994 | 23 ottobre 1994  | 6       | Franca Leosini | Piero Berengo Gardin e Lorenzo Hendel | domenica           | seconda serata | N.D.          | N.D.        |
| 2        | 26 novembre 1996  | 21 gennaio 1997  | 7       | Franca Leosini | Piero Berengo Gardin                  | martedì            | seconda serata | N.D.          | N.D.        |
| S        | 9 febbraio 1998   | 1º giugno 1998   | 2       | Franca Leosini | Piero Berengo Gardin                  | venerdì e lunedì   | seconda serata | N.D.          | N.D.        |
| 3        | 11 settembre 1998 | 23 ottobre 1998  | 6       | Franca Leosini | Piero Berengo Gardin                  | venerdì            | seconda serata | N.D.          | N.D.        |
| 4        | 2 febbraio 2000   | 12 aprile 2000   | 8       | Franca Leosini | Daniele Biggiero                      | mercoledì          | seconda serata | N.D.          | N.D.        |
| Speciale | 18 gennaio 2001   | 18 gennaio 2001  | 1       | Franca Leosini | Daniele Biggiero                      | giovedì            | seconda serata | N.D.          | N.D.        |
| 5        | 14 ottobre 2001   | 18 novembre 2001 | 6       | Franca Leosini | Daniele Biggiero                      | domenica           | seconda serata | N.D.          | N.D.        |
| Speciale | 28 aprile 2002    | 28 aprile 2002   | 1       | Franca Leosini | Daniele Biggiero                      | domenica           | seconda serata | N.D.          | N.D.        |
| 6        | 11 maggio 2003    | 22 giugno 2003   | 7       | Franca Leosini | Daniele Biggiero                      | domenica           | seconda serata | N.D.          | N.D.        |
| 7        | 2 maggio 2004     | 30 maggio 2004   | 5       | Franca Leosini | Daniele Biggiero                      | domenica           | seconda serata | N.D.          | N.D.        |
| Speciale | 11 luglio 2007    | 11 luglio 2007   | 1       | Franca Leosini | N.D.                                  | mercoledì          | seconda serata | 843.000       | 14,57%      |
| 8        | 26 aprile 2008    | 17 maggio 2008   | 4       | Franca Leosini | N.D.                                  | sabato             | seconda serata | N.D.          | N.D.        |
| 9        | 12 settembre 2009 | 24 ottobre 2009  | 7       | Franca Leosini | Graziano Paiella e Fabio Vannini      | sabato             | seconda serata | N.D.          | N.D.        |
| 10       | 26 febbraio 2011  | 26 marzo 2011    | 5       | Franca Leosini | Fabio Vannini                         | sabato             | seconda serata | 995.800       | 8,56%       |
| Speciale | 21 gennaio 2012   | 21 gennaio 2012  | 1       | Franca Leosini | Fabio Vannini                         | sabato             | seconda serata | 703.000       | 5,51%       |
| 11       | 7 luglio 2012     | 21 luglio 2012   | 3       | Franca Leosini | Fabio Vannini                         | sabato             | seconda serata | 682.667       | 9,13%       |
| 12       | 14 settembre 2013 | 5 ottobre 2013   | 4       | Franca Leosini | Fabio Vannini                         | sabato             | seconda serata | 760.500       | 7,84%       |
| 13       | 13 settembre 2014 | 18 ottobre 2014  | 6       | Franca Leosini | Fabio Vannini                         | sabato             | seconda serata | 696.000       | 7,51%       |
| 14       | 21 gennaio 2016   | 4 febbraio 2016  | 3       | Franca Leosini | Fabio Vannini                         | giovedì            | prima serata   | 1.339.000     | 4,86%       |
| 15       | 11 marzo 2018     | 25 marzo 2018    | 3       | Franca Leosini | Fabio Vannini                         | domenica           | prima serata   | 1.679.000     | 7,00%       |
| Speciale | 16 dicembre 2018  | 16 dicembre 2018 | 1       | Franca Leosini | Fabio Vannini                         | domenica           | prima serata   | 1.353.000     | 5,90%       |
| 16       | 30 giugno 2019    | 2 luglio 2019    | 2       | Franca Leosini | Fabio Vannini                         | domenica e martedì | prima serata   | 1.167.000     | 6,50%       |
| 17       | 7 giugno 2020     | 14 giugno 2020   | 2       | Franca Leosini | Lucio F. Nicolini e Fabio Vannini     | domenica           | prima serata   | 1.414.000     | 6,41%       |

## Puntate

### 1994: prima edizione
| # tot. | # ed. | data              | Titolo                          | Protagonista          | Ascolti | Share |
| ------ | ----- | ----------------- | ------------------------------- | --------------------- | ------- | ----- |
| 1      | 1     | 18 settembre 1994 | «Arx» il catamarano della morte | Filippo De Cristofaro | N.D.    | N.D.  |
| 2      | 2     | 25 settembre 1994 | Assassinio nell'alcova          | Patrizia Badiani      | N.D.    | N.D.  |
| 3      | 3     | 2 ottobre 1994    | Seduzione - Il nano di Termini  | Armando Lovaglio      | N.D.    | N.D.  |
| 4      | 4     | 9 ottobre 1994    | Positano: ultimo atto           | Rita Squeglia         | N.D.    | N.D.  |
| 5      | 5     | 16 ottobre 1994   | Aprite quella tomba             | Massimo Anastasi      | N.D.    | N.D.  |
| 6      | 6     | 23 ottobre 1994   | Ho ucciso Pasolini              | Pino Pelosi           | N.D.    | N.D.  |

### 1996/1997: seconda edizione
| # tot. | # ed. | data             | Titolo                     | Protagonista          | Ascolti | Share |
| ------ | ----- | ---------------- | -------------------------- | --------------------- | ------- | ----- |
| 7      | 1     | 26 novembre 1996 | Ho ucciso mia figlia       | Rosalia Quartararo    | N.D.    | N.D.  |
| 8      | 2     | 3 dicembre 1996  | Onora il padre e la madre  | Corrado Ferioli       | N.D.    | N.D.  |
| 9      | 3     | 10 dicembre 1996 | Profumo, passione e sangue | Petronilla D'Agostino | N.D.    | N.D.  |
| 10     | 4     | 17 dicembre 1996 | L'amavo, l'ho uccisa       | Michele De Caro       | N.D.    | N.D.  |
| 11     | 5     | 7 gennaio 1997   | Amanti, nemici             | Massimo Pisano        | N.D.    | N.D.  |
| 12     | 6     | 14 gennaio 1997  | Quell'amore negato         | Mario Piergrossi      | N.D.    | N.D.  |
| 13     | 7     | 21 gennaio 1997  | Io, Immacolata Cutolo      | Immacolata Iacone     | N.D.    | N.D.  |

### 1998: edizione speciale
| # tot. | # ed. | data            | Titolo                                            | Protagonista     | Ascolti | Share |
| ------ | ----- | --------------- | ------------------------------------------------- | ---------------- | ------- | ----- |
| 14     | S     | 9 febbraio 1998 | Il delitto di Balsorano - Chi ha ucciso Cristina? | Michele Perruzza | N.D.    | N.D.  |
| 15     | S     | 1 giugno 1998   | I demoni di Polistena                             | Vincenzo Fortini | N.D.    | N.D.  |

### 1998: terza edizione
| # tot. | # ed. | data              | Titolo                                            | Protagonista          | Ascolti | Share |
| ------ | ----- | ----------------- | ------------------------------------------------- | --------------------- | ------- | ----- |
| 16     | 1     | 11 settembre 1998 | Non ho ucciso la musa del Dams                    | Francesco Ciancabilla | N.D.    | N.D.  |
| 17     | 2     | 18 settembre 1998 | Io, Gigliola Guerinoni                            | Gigliola Guerinoni    | N.D.    | N.D.  |
| R (14) | R     | 25 settembre 1998 | Il delitto di Balsorano - Chi ha ucciso Cristina? | Michele Perruzza      | N.D.    | N.D.  |
| 18     | 3     | 2 ottobre 1998    | Una madre, una figlia, un delitto                 | Nadia Frigerio        | N.D.    | N.D.  |
| 19     | 4     | 16 ottobre 1998   | Ho ucciso la mia unica figlia                     | Giuliano Fechino      | N.D.    | N.D.  |
| 20     | 5     | 20 ottobre 1998   | La donna che visse due volte                      | Claudia Maggiulli     | N.D.    | N.D.  |
| 21     | 6     | 27 ottobre 1998   | Stupro e morte al Circeo                          | Angelo Izzo           | N.D.    | N.D.  |

### 2000: quarta edizione
| # tot. | # ed. | data             | Titolo                                    | Protagonista            | Ascolti | Share |
| ------ | ----- | ---------------- | ----------------------------------------- | ----------------------- | ------- | ----- |
| 22     | 1     | 2 febbraio 2000  | Non volevo la testa di Viki               | Maria Antonietta Roggio | N.D.    | N.D.  |
| 23     | 2     | 9 febbraio 2000  | I sogni perduti di Luisella               | Luisella Pullara        | N.D.    | N.D.  |
| 24     | 3     | 16 febbraio 2000 | Il silenzio della vergogna                | Elena Fronteddu         | N.D.    | N.D.  |
| 25     | 4     | 23 febbraio 2000 | L'ho fatto per amore                      | Renato Cominelli        | N.D.    | N.D.  |
| 26     | 5     | 1º marzo 2000    | Non sono una Circe                        | Maria Luigia Redoli     | N.D.    | N.D.  |
| 27     | 6     | 8 marzo 2000     | Gli amanti tragici di Nicosia             | Maddalena Glorioso      | N.D.    | N.D.  |
| 28     | 7     | 15 marzo 2000    | Maurizio Gucci: due verità per un delitto | Pina Auriemma           | N.D.    | N.D.  |
| 29     | 8     | 12 aprile 2000   | Quello sparo ha ucciso anche me           | Maria Teresa Piva       | N.D.    | N.D.  |

### 2001: edizione speciale
| # tot. | # ed. | data            | Titolo             | Protagonista        | Ascolti | Share |
| ------ | ----- | --------------- | ------------------ | ------------------- | ------- | ----- |
| 30     | S     | 18 gennaio 2001 | Mi spoglio l'anima | Katharina Miroslawa | N.D.    | N.D.  |

### 2001: quinta edizione
| # tot. | # ed. | data             | Titolo                                                        | Protagonista           | Ascolti | Share |
| ------ | ----- | ---------------- | ------------------------------------------------------------- | ---------------------- | ------- | ----- |
| 31     | 1     | 14 ottobre 2001  | Fabio Savi: "quello della Uno bianca" - prima e seconda parte | Fabio Savi             | N.D.    | N.D.  |
| 32     | 2     | 21 ottobre 2001  | Fabio Savi: "quello della Uno bianca" - prima e seconda parte | Fabio Savi             | N.D.    | N.D.  |
| 33     | 3     | 28 ottobre 2001  | La piccola martire del casolare                               | Leonardo Racano        | N.D.    | N.D.  |
| 34     | 4     | 4 novembre 2001  | Le notti di Lara                                              | Lazara Souza de Moraes | N.D.    | N.D.  |
| 35     | 5     | 11 novembre 2001 | Il collezionista di anoressiche                               | Marco Mariolini        | N.D.    | N.D.  |
| 36     | 6     | 18 novembre 2001 | Amore e morte a Terlago                                       | Isabella Agostini      | N.D.    | N.D.  |

### 2002: edizione speciale
| # tot. | # ed. | data           | Titolo                          | Protagonista      | Ascolti | Share |
| ------ | ----- | -------------- | ------------------------------- | ----------------- | ------- | ----- |
| 37     | S     | 28 aprile 2002 | Patrizia Gucci: Adesso parlo io | Patrizia Reggiani | N.D.    | N.D.  |

### 2002: repliche
| # tot. | # ed. | data             | Titolo | Protagonista | Ascolti | Share |
| ------ | ----- | ---------------- | ------ | ------------ | ------- | ----- |
| R      | R     | 4 ottobre 2002   | N.D.   | N.D.         | N.D.    | N.D.  |
| R      | R     | 11 ottobre 2002  | N.D.   | N.D.         | N.D.    | N.D.  |
| R      | R     | 18 ottobre 2002  | N.D.   | N.D.         | N.D.    | N.D.  |
| R      | R     | 25 ottobre 2002  | N.D.   | N.D.         | N.D.    | N.D.  |
| R      | R     | 1º novembre 2002 | N.D.   | N.D.         | N.D.    | N.D.  |
| R      | R     | 8 novembre 2002  | N.D.   | N.D.         | N.D.    | N.D.  |
| R      | R     | 15 novembre 2002 | N.D.   | N.D.         | N.D.    | N.D.  |
| R      | R     | 22 novembre 2002 | N.D.   | N.D.         | N.D.    | N.D.  |

### 2003: sesta edizione
| # tot. | # ed. | data             | Titolo                                                        | Protagonista      | Ascolti   | Share  |
| ------ | ----- | ---------------- | ------------------------------------------------------------- | ----------------- | --------- | ------ |
| 38     | 1     | 11 maggio 2003   | Elia, ragazzo innamorato                                      | Elia Del Grande   | N.D.      | N.D.   |
| 39     | 2     | 18 maggio 2003   | Il fascino discreto di un professore                          | Ezio Capizzano    | 929.000   | 11,01% |
| 40     | 3     | 25 maggio 2003   | L'atroce destino di Carlotta                                  | Alex Rossi        | N.D.      | N.D.   |
| 41n    | 4     | 1º giugno 2003   | Mi sposo: non posso amarti                                    | Fabio Vernarelli  | 1.028.000 | 12,59% |
| 42     | 5     | 8 giugno 2003    | Ossessione d'amore                                            | Salvatore Longo   | 1.239.000 | 14,84% |
| 43     | 6     | 15 giugno 2003   | Io sono Vanna Marchi                                          | Vanna Marchi      | 1.643.000 | 19,80% |
| 44     | 7     | 22 giugno 2003   | Tragica notte a Terlago                                       | Isabella Agostini | 1.213.000 | 15,24% |
| R (18) | R     | 11 novembre 2003 | Una madre, una figlia, un delitto                             | Nadia Frigerio    | N.D.      | N.D.   |
| R (13) | R     | 25 novembre 2003 | Io, Immacolata Cutolo                                         | Immacolata Iacone | N.D.      | N.D.   |
| R (12) | R     | 2 dicembre 2003  | Quell'amore negato                                            | Mario Piergrossi  | N.D.      | N.D.   |
| R (31) | R     | 9 dicembre 2003  | Fabio Savi: "quello della Uno bianca" - prima e seconda parte | Fabio Savi        | N.D.      | N.D.   |
| R (32) | R     | 16 dicembre 2003 | Fabio Savi: "quello della Uno bianca" - prima e seconda parte | Fabio Savi        | N.D.      | N.D.   |

### 2004: settima edizione
| # tot. | # ed. | data           | Titolo                                                     | Protagonista      | Ascolti | Share |
| ------ | ----- | -------------- | ---------------------------------------------------------- | ----------------- | ------- | ----- |
| 45     | 1     | 2 maggio 2004  | Accanto alla vittima, una carota                           | Fiorenzo Alfano   | N.D.    | N.D.  |
| 46     | 2     | 9 maggio 2004  | Per onore, per amore                                       | Filippo Addamo    | N.D.    | N.D.  |
| 47     | 3     | 16 maggio 2004 | Un uomo 'chiamata' Pileria                                 | Pileria           | N.D.    | N.D.  |
| 48     | 4     | 23 maggio 2004 | Le due anime di Carmelo                                    | Carmelo Gallico   | N.D.    | N.D.  |
| 49     | 5     | 30 maggio 2004 | Una donna bella, un ferro da stiro, un delitto, un mistero | Patrizia Campagna | N.D.    | N.D.  |

### 2007: edizione speciale
| # tot. | # ed. | data           | Titolo | Protagonista       | Ascolti | Share  |
| ------ | ----- | -------------- | ------ | ------------------ | ------- | ------ |
| 50     | S     | 11 luglio 2007 | N.D.   | Benedetto Cipriani | 843.000 | 14,87% |

### 2008: ottava edizione
| # tot. | # ed. | data           | Titolo                          | Protagonista      | Ascolti | Share |
| ------ | ----- | -------------- | ------------------------------- | ----------------- | ------- | ----- |
| 51     | 1     | 26 aprile 2008 | L'ultimo treno                  | Angela Biriukova  | N.D.    | N.D.  |
| 52     | 2     | 3 maggio 2008  | Li amavo, per me erano tutto    | Aral Gabriele     | N.D.    | N.D.  |
| 53     | 3     | 10 maggio 2008 | Mi chiamo Sonya Caleffi         | Sonya Caleffi     | N.D.    | N.D.  |
| 54     | 4     | 17 maggio 2008 | Quando i bimbi ci parlano...    | Dumitrita Margine | N.D.    | N.D.  |
| R (35) | R     | 24 maggio 2008 | Il collezionista di anoressiche | Marco Mariolini   | N.D.    | N.D.  |

### 2009: nona edizione
| # tot. | # ed. | data              | Titolo                                  | Protagonista      | Ascolti | Share  |
| ------ | ----- | ----------------- | --------------------------------------- | ----------------- | ------- | ------ |
| 55     | 1     | 12 settembre 2009 | Nel cuore spezzato di Mary Patrizio     | Mary Patrizio     | 815.000 | 10,50% |
| 56     | 2     | 19 settembre 2009 | Il buio violento della gelosia          | Angelo Piro       | N.D.    | N.D.   |
| 57     | 3     | 26 settembre 2009 | Kautar, la ragazza che non doveva amare | Mohammed Lhasni   | N.D.    | N.D.   |
| 58     | 4     | 3 ottobre 2009    | Quei caldi petali di rosa               | Rosa Della Corte  | N.D.    | N.D.   |
| 59     | 5     | 10 ottobre 2009   | L'amante giovane                        | Adele Mongelli    | N.D.    | N.D.   |
| 60     | 6     | 17 ottobre 2009   | Il prezzo folle di un rifiuto           | Bruno Carletti    | N.D.    | N.D.   |
| 61     | 7     | 24 ottobre 2009   | Nell'abisso di un sacchetto di plastica | Nazareno Caporali | N.D.    | N.D.   |

### 2010: repliche
| # tot. | # ed. | data           | Titolo                          | Protagonista       | Ascolti | Share |
| ------ | ----- | -------------- | ------------------------------- | ------------------ | ------- | ----- |
| R (7)  | R     | 3 luglio 2010  | Ho ucciso mia figlia            | Rosalia Quartararo | N.D.    | N.D.  |
| R (38) | R     | 10 luglio 2010 | Elia, ragazzo innamorato        | Elia Del Grande    | N.D.    | N.D.  |
| R (47) | R     | 17 luglio 2010 | Un uomo 'chiamata' Pileria      | Pileria            | N.D.    | N.D.  |
| R (58) | R     | 24 luglio 2010 | L'amante giovane                | Adele Mongelli     | N.D.    | N.D.  |
| R (35) | R     | 31 luglio 2010 | Il collezionista di anoressiche | Marco Mariolini    | N.D.    | N.D.  |

### 2011: decima edizione
| # tot. | # ed. | data             | Titolo                               | Protagonista     | Caso giudiziario                   | Ascolti   | Share  |
| ------ | ----- | ---------------- | ------------------------------------ | ---------------- | ---------------------------------- | --------- | ------ |
| 62     | 1     | 26 febbraio 2011 | Un orco, una mamma, una bambina      | Tiziana Deserto  | Omicidio della piccola Maria Geusa | 894.000   | 6,48%  |
| 63     | 2     | 5 marzo 2011     | Un cuore tatuato con scritto Lucia   | Lucia Bartolomeo | Omicidio di Ettore Attanasio       | 1.050.000 | 7,99%  |
| 64     | 3     | 12 marzo 2011    | Un colpo al cuore                    | Clara Maneschi   | Mantide della Lunigiana            | 1.014.000 | 9,86%  |
| 65     | 4     | 19 marzo 2011    | Sognando Pretty Woman                | Miranda Pereira  | Omicidio di Sandro Grazzi          | 1.173.000 | 11,01% |
| 66     | 5     | 26 marzo 2011    | Per quegli occhi verdi come smeraldi | Elena Smeraldi   | Delitto Lo Cicero                  | 848.000   | 7,46%  |

### 2012: edizione speciale
| # tot. | # ed. | data            | Titolo                                    | Protagonista | Caso giudiziario | Ascolti | Share |
| ------ | ----- | --------------- | ----------------------------------------- | ------------ | ---------------- | ------- | ----- |
| 67     | S     | 21 gennaio 2012 | Bondage: quelle corde che serrano l'anima | Soter Mulè   | Caso Mulè        | 703.000 | 5,51% |

### 2012: undicesima edizione
| # tot. | # ed. | data           | Titolo                                    | Protagonista         | Caso giudiziario      | Ascolti | Share  |
| ------ | ----- | -------------- | ----------------------------------------- | -------------------- | --------------------- | ------- | ------ |
| 68     | 1     | 7 luglio 2012  | Quel disperato amore                      | Francesca Brandoli   | Omicidio Cavalletti   | 764.000 | 10,03% |
| 69     | 2     | 14 luglio 2012 | Un cappio al collo del mistero            | Bruno Lorandi        | Omicidio Bugna        | 668.000 | 8,88%  |
| 70     | 3     | 21 luglio 2012 | Era sordomuta, io l'amavo                 | Gianfranco Cherubini | Caso Maria Pina Sedda | 616.000 | 8,47%  |
| R (67) | R     | 28 luglio 2012 | Bondage: quelle corde che serrano l'anima | Soter Mulè           | Caso Mulè             | 432.000 | 5,77%  |

### 2013: dodicesima edizione
| # tot. | # ed. | data              | Titolo                                              | Protagonista            | Caso giudiziario           | Ascolti | Share |
| ------ | ----- | ----------------- | --------------------------------------------------- | ----------------------- | -------------------------- | ------- | ----- |
| 71     | 1     | 14 settembre 2013 | L'ho ucciso, sono innocente - prima e seconda parte | Luciana Cristallo       | Delitto Bruno              | 725.000 | 6,47% |
| 72     | 2     | 21 settembre 2013 | L'ho ucciso, sono innocente - prima e seconda parte | Luciana Cristallo       | Delitto Bruno              | 789.000 | 8,21% |
| 73     | 3     | 28 settembre 2013 | Quell'inguaribile amore malato                      | Raffaele Cesarano       | Omicidio Elisa Rattazzi    | 794.000 | 7,63% |
| 74     | 4     | 5 ottobre 2013    | Il bivio di una vita                                | Vincenzo Morici         | Delitto Falcidia           | 734.000 | 9,06% |
| R (37) | R     | 12 ottobre 2013   | Sono sempre io, "La Gucci"                          | Patrizia Reggiani Gucci | Omicidio di Maurizio Gucci | 770.000 | 8,42% |

### 2014: tredicesima edizione
| # tot. | # ed. | data              | Titolo                                                         | Protagonista              | Caso giudiziario                | Ascolti | Share |
| ------ | ----- | ----------------- | -------------------------------------------------------------- | ------------------------- | ------------------------------- | ------- | ----- |
| 75     | 1     | 13 settembre 2014 | Quando Stefania ha il cuore di tenebra - prima e seconda parte | Stefania Albertani        | Delitto di Cirimido             | 786.000 | 8,21% |
| 76     | 2     | 20 settembre 2014 | Quando Stefania ha il cuore di tenebra - prima e seconda parte | Stefania Albertani        | Delitto di Cirimido             | 520.000 | 5,69% |
| 77     | 3     | 27 settembre 2014 | Vissi d'arte, vissi d'amore                                    | Daniela Werner Del Monaco | Aggressione Claudio Del Monaco  | 718.000 | 7,97% |
| 78     | 4     | 4 ottobre 2014    | Sono la moglie di mia moglie                                   | Alessandra Bernaroli      | Caso Bernaroli                  | 695.000 | 7,18% |
| 79     | 5     | 11 ottobre 2014   | In cerca d'aria libera, Rosa è fuggita                         | Rosa Della Corte          | Mantide di Casandrino           | 826.000 | 9,31% |
| 80     | 6     | 18 ottobre 2014   | Pasolini, quel corpo senza pace                                | Pino Pelosi               | Omicidio di Pier Paolo Pasolini | 633.000 | 6,68% |

### 2016: quattordicesima edizione
| # tot. | # ed. | data            | Titolo                            | Protagonista   | Caso giudiziario               | Ascolti   | Share |
| ------ | ----- | --------------- | --------------------------------- | -------------- | ------------------------------ | --------- | ----- |
| 81     | 1     | 21 gennaio 2016 | Nero trovato, colpevole trovato   | Rudy Guede     | Omicidio di Meredith Kercher   | 1.459.000 | 5,32% |
| 82     | 2     | 28 gennaio 2016 | Celeste, come un sogno sbagliato  | Celeste Saieva | Omicidio di Michele Cangialosi | 1.457.000 | 5,12% |
| 83     | 3     | 4 febbraio 2016 | Quando l'acido ti sfregia l'anima | Luca Varani    | Agguato Annibali               | 1.102.000 | 4,13% |

### 2017: replica
| # tot. | # ed. | data           | Titolo                          | Protagonista | Caso giudiziario                | Ascolti | Share |
| ------ | ----- | -------------- | ------------------------------- | ------------ | ------------------------------- | ------- | ----- |
| R (80) | R     | 24 luglio 2017 | Pasolini, quel corpo senza pace | Pino Pelosi  | Omicidio di Pier Paolo Pasolini | 505.000 | 6,03% |

### 2018: quindicesima edizione
| # tot. | # ed. | data          | Titolo                                                     | Protagonista                     | Caso giudiziario    | Ascolti   | Share |
| ------ | ----- | ------------- | ---------------------------------------------------------- | -------------------------------- | ------------------- | --------- | ----- |
| 84     | 1     | 11 marzo 2018 | Sarah Scazzi: quei venti minuti per morire - prima parte   | Sabrina Misseri e Cosima Serrano | Delitto di Avetrana | 1.855.000 | 7,53% |
| 85     | 2     | 18 marzo 2018 | Sarah Scazzi: quei venti minuti per morire - seconda parte | Sabrina Misseri e Cosima Serrano | Delitto di Avetrana | 1.877.000 | 8,06% |
| 86     | 3     | 25 marzo 2018 | Scomparire all'improvviso in un giorno di maggio           | Paolo Esposito                   | Caso di Gradoli     | 1.305.000 | 5,42% |

### 2018: edizione speciale
| # tot. | # ed. | data             | Titolo                                | Protagonista               | Caso giudiziario | Ascolti   | Share |
| ------ | ----- | ---------------- | ------------------------------------- | -------------------------- | ---------------- | --------- | ----- |
| 87     | S     | 16 dicembre 2018 | Nel cuore ferito della strage di Erba | Pietro e Giuseppe Castagna | Strage di Erba   | 1.353.000 | 5,90% |

### 2019: sedicesima edizione
| # tot. | # ed. | data           | Titolo                                         | Protagonista     | Caso giudiziario | Ascolti   | Share |
| ------ | ----- | -------------- | ---------------------------------------------- | ---------------- | ---------------- | --------- | ----- |
| 88     | 1     | 30 giugno 2019 | Quel colpo che arriva al cuore - prima parte   | Antonio Ciontoli | Caso Vannini     | 1.158.000 | 6,85% |
| 89     | 2     | 2 luglio 2019  | Quel colpo che arriva al cuore - seconda parte | Antonio Ciontoli | Caso Vannini     | 1.176.000 | 6,15% |

### 2020: diciassettesima edizione
| # tot. | # ed. | data           | Titolo                               | Protagonista    | Caso giudiziario  | Ascolti   | Share |
| ------ | ----- | -------------- | ------------------------------------ | --------------- | ----------------- | --------- | ----- |
| 90     | 1     | 7 giugno 2020  | Quello scotch che sigilla un mistero | Francesco Rocca | Delitto Dina Dore | 1.420.000 | 6,21% |
| 91     | 2     | 14 giugno 2020 | Quegli amori fatali                  | Sonia Bracciale | Omicidio Reatti   | 1.408.000 | 6,64% |